# Spojené státy americké na Zimních olympijských hrách 1994
Spojené státy americké na Zimních olympijských hrách 1994 reprezentovalo 147 sportovců (95 mužů a 52 žen) v 12 sportech.

## Medailisté
| Medaile | Jméno                                                        | Sport                | Disciplína           |
| ------- | ------------------------------------------------------------ | -------------------- | -------------------- |
| Zlato   | Tommy Moe                                                    | Alpské lyžování      | Muži sjezd           |
| Zlato   | Diann Roffeová                                               | Alpské lyžování      | Ženy Super-G         |
| Zlato   | Cathy Turnerová                                              | Short track          | Ženy 500 m           |
| Zlato   | Dan Jansen                                                   | Rychlobruslení       | Muži 1 000 m         |
| Zlato   | Bonnie Blairová                                              | Rychlobruslení       | Ženy 500 m           |
| Zlato   | Bonnie Blairová                                              | Rychlobruslení       | Ženy 1 000 m         |
| Stříbro | Tommy Moe                                                    | Alpské lyžování      | Muži Super-G         |
| Stříbro | Picabo Streetová                                             | Alpské lyžování      | Ženy sjezd           |
| Stříbro | Nancy Kerriganová                                            | Krasobruslení        | Ženy jednotlivci     |
| Stříbro | Elizabeth McIntyre                                           | Akrobatické lyžování | Ženy boule           |
| Stříbro | Randall Bartz John Coyle Eric Flaim Andrew Gabel             | Short track          | Muži štafeta 5 000 m |
| Bronz   | Amy Peterson                                                 | Short track          | Ženy 500 m           |
| Bronz   | Karen Cashman Amy Peterson Cathy Turnerová Nikki Ziegelmeyer | Short track          | Ženy štafeta 3 000 m |